# Brett Cullen

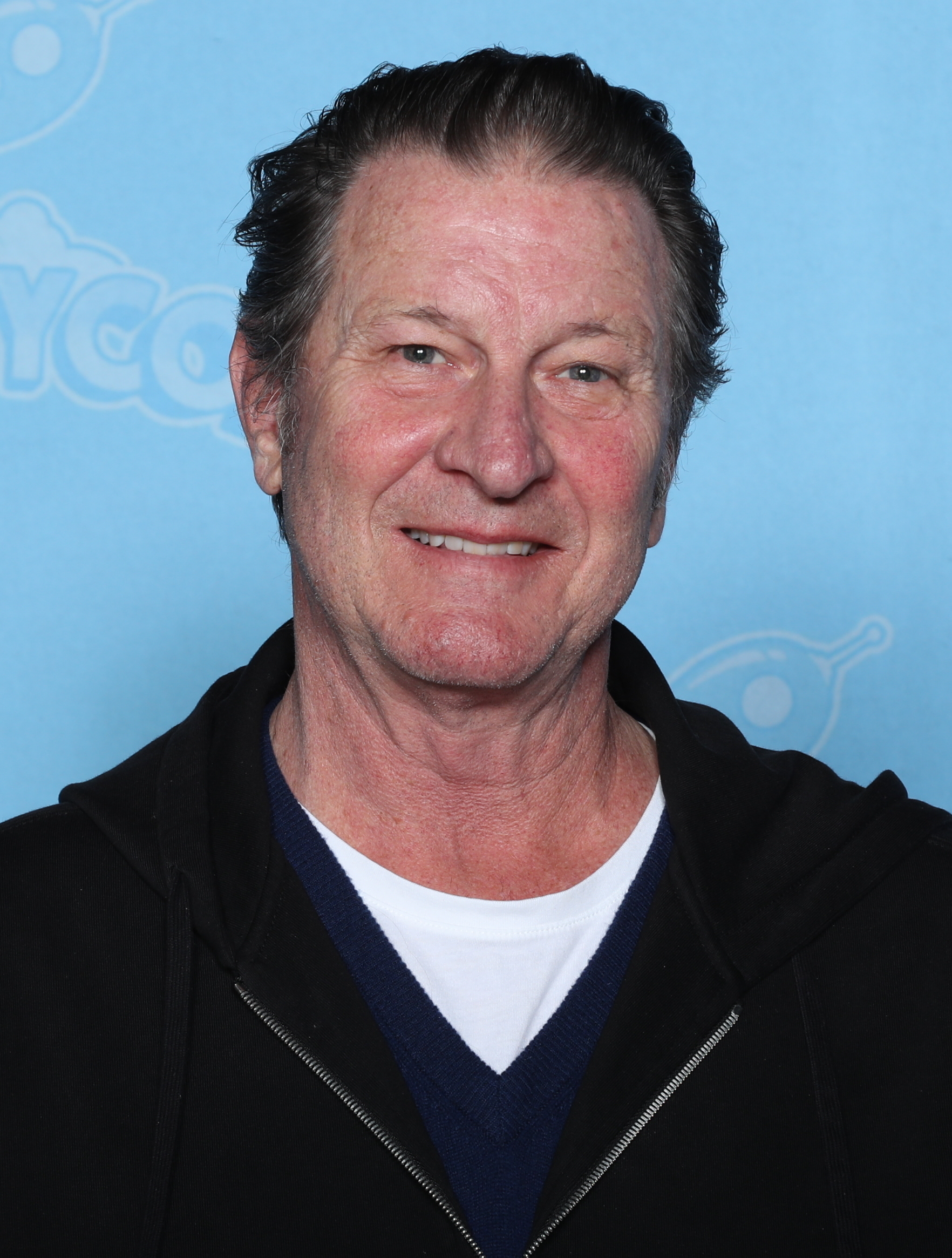
Brett Cullen, 2020

Peter Brett Cullen (* 26. August 1956 in Houston, Texas) ist ein US-amerikanischer Schauspieler.

## Leben und Karriere
Peter Cullen wurde als Sohn von Lucien Hugh Cullen, einem Manager in der Ölindustrie, und Catherine Cullen geboren. Er machte 1974 seinen Schulabschluss an der Madison High School in Houston. Gemeinsam mit dem Schauspieler Dennis Quaid studierte er an der University of Houston Schauspiel unter Cecil Pickett. Seit dieser Zeit sind die beiden miteinander befreundet. So stellte Cullen seinem Freund bei einem Galadinner in Austin, Texas, dessen spätere Ehefrau Kimberly Buffington vor. Nach seinem Abschluss im Jahr 1979 spielte Cullen vier Jahre lang beim Houston Shakespeare Festival und vereinzelt kleinere Fernsehrollen, bevor er im Fernsehmehrteiler Die Dornenvögel in der Rolle des Bob Cleary seinen ersten großen Erfolg hatte. Seit dieser Zeit besitzt er gemeinsam mit Meat Loaf die Theatergesellschaft The Yellow Rose, Inc.
In Apollo 13 verkörperte er in seiner Rolle als „CAPCOM 1“ den Astronauten Jack Robert Lousma und in der HBO-Miniserie From the Earth to the Moon den Astronauten David Randolph Scott. In der erfolgreichen Winzer-Saga Falcon Crest spielte er von 1986 bis 1988 zwei Jahre lang die Rolle des Dan Fixx.
Cullen ist mit der Schauspielerin Michele Little verheiratet, mit der er seit 1995 eine gemeinsame Tochter hat.

## Filmografie

### Filme
- 1984: Single sucht Single (Single Bars, Single Women, Fernsehfilm)
- 1985: Midas Valley (Fernsehfilm)
- 1986: Samaritan: The Mitch Snyder Story (Fernsehfilm)
- 1986: Die Stewardessen Academy (Stewardess School)
- 1988: Dead Solid Perfect (Fernsehfilm)
- 1990: Rufmord (The Image, Fernsehfilm)
- 1991: Schlafe, mein Kind, schlafe ein (The Sitter, Fernsehfilm)
- 1991: Die Fremde aus der U-Bahn (…And Then She Was Gone, Fernsehfilm)
- 1991: Das Duell der Meister (By the Sword)
- 1991: Sleeping Dogs – Tagebuch eines Mörders (Where Sleeping Dogs Lie)
- 1992: Auf und davon (Leaving Normal)
- 1993: Der Schrecken lauert nebenan (Complex of Fear, Fernsehfilm)
- 1993: Die Mutter der Braut (Mother of the Bride, Fernsehfilm)
- 1993: Another Round (Kurzfilm)
- 1993: Dino Kids (Prehysteria!)
- 1994: Wyatt Earp – Das Leben einer Legende (Wyatt Earp)
- 1994: Das Gesetz im Nacken (Gambler V: Playing for Keeps, Fernsehfilm)
- 1994: Tödliche Gelüste (A Kiss Goodnight, Fernsehfilm)
- 1994: Das Signum des Ritualmörders (Keys, Fernsehfilm)
- 1995: Apollo 13
- 1995: Power of Love (Something to Talk About)
- 1995: The Omen (Fernsehfilm)
- 1995: Meat Loaf: I’d Lie for You (And That’s the Truth)
- 1996: Schizophren! Eine Mutter als Callgirl (Shattered Mind, Fernsehfilm)
- 1997: Der gläserne Tod (The Killing Jar)
- 1997: Drei Bräute auf Hochtouren (Something Borrowed, Something Blue, Fernsehfilm)
- 1997: Levitation
- 1997: Erfolg um jeden Preis (Perfect Body, Fernsehfilm)
- 1997: The Hired Heart (Fernsehfilm)
- 1999: Special Delivery
- 2000: The Expendables (Fernsehfilm)
- 2000: Helden aus der zweiten Reihe (The Replacements)
- 2001: On Golden Pond (Fernsehfilm)
- 2002: Nancy Drew – Auf der Suche nach der Wahrheit (Nancy Drew, Fernsehfilm)
- 2003: National Security
- 2003: Learning Curves
- 2004: Der perfekte Rockstar (Pixel Perfect, Fernsehfilm)
- 2004: Deceit (Fernsehfilm)
- 2004: Flug 323 – Absturz über Wyoming (NTSB: The Crash of Flight 323, Fernsehfilm)
- 2004: Life on Liberty Street (Fernsehfilm)
- 2004: Clara Harris – Verzweifelte Rache (Suburban Madness, Fernsehfilm)
- 2006: Spiel auf Bewährung (Gridiron Gang)
- 2006: Faceless (Fernsehfilm)
- 2007: Ghost Rider
- 2007: Das Leben vor meinen Augen (The Life Before Her Eyes)
- 2008: Brothel
- 2008: Auf brennender Erde (The Burning Plain)
- 2009: Reunion
- 2009: Killing Dinner
- 2010: The Runaways
- 2010: Skateland – Zeiten ändern sich (Skateland)
- 2010: The Space Between
- 2010: Crooked Lane (Kurzfilm)
- 2011: Puncture
- 2011: Plötzlich Star (Monte Carlo)
- 2011: Inside the Darkness – Ruhe in Frieden (Beneath the Darkness)
- 2011: Hallelujah (Fernsehfilm)
- 2012: The Dark Knight Rises
- 2012: Red Dawn
- 2012: Unterwegs mit Mum (The Guilt Trip)
- 2013: 42 – Die wahre Geschichte einer Sportlegende (42)
- 2015: Point of Honor (Fernsehfilm)
- 2015: The Last Rescue
- 2016: The Shallows – Gefahr aus der Tiefe (The Shallows)
- 2016: River Guard
- 2017: WalledIN (Kurzfilm)
- 2018: The Riot Act
- 2018: Marriage: Impossible
- 2019: Of Ancient Days (Kurzfilm)
- 2019: Joker
- 2019: The Turkey Bowl
- 2021: Reminiscence – Die Erinnerung stirbt nie (Reminiscence)
- 2022: American Carnage
- 2022: It Snows All the Time
- 2023: The Long Game

### Serien
- 1980: Der lange Treck (The Chisholms, 9 Folgen)
- 1981: Der unglaubliche Hulk (The Incredible Hulk, Folge 5x01 Das Baseballtalent)
- 1982: M*A*S*H (Folge 10x12 Der Krieg ruft)
- 1983: Seven Brides for Seven Brothers (Folge 1x20)
- 1983: Die Dornenvögel (The Thorn Birds, Miniserie, 4 Folgen)
- 1984: Blut für die Freiheit (Eureka Stockade, Miniserie, 2 Folgen)
- 1985: V – Die außerirdischen Besucher kommen (V, Folge 1x16)
- 1986–1988: Falcon Crest (48 Folgen)
- 1987: Ich will Manhattan (I’ll Take Manhattan, Miniserie, 2 Folgen)
- 1989: Freddy’s Nightmares (Folge 1x16)
- 1989: Alfred Hitchcock zeigt (Alfred Hitchcock Presents, Folge 4x17)
- 1989: Geschichten aus der Gruft (Tales from the Crypt, Folge 1x04)
- 1989–1990: The Young Riders (24 Folgen)
- 1992: Grapevine (Folge 1x05)
- 1994: Diagnose: Mord (Diagnosis: Murder, Folge 1x09 Wo ist die Leiche?)
- 1994: Matlock (Folge 8x14 Die große Versuchung)
- 1994: Danielle Steels Familienbilder (Family Album, Miniserie)
- 1994: Star Trek: Deep Space Nine (Folge 3x08 Meridian)
- 1997: Susan (Suddenly Susan, 3 Folgen)
- 1997: New Orleans – Das Gesetz des Südens (Orleans, 8 Folgen)
- 1997: Arli$$ (Folge 2x06)
- 1997: Ally McBeal (Folge 1x04 Kalt erwischt)
- 1998: From the Earth to the Moon (Miniserie, 3 Folgen)
- 1998: Outer Limits – Die unbekannte Dimension (The Outer Limits, Folge 4x16 Tödliches Wissen)
- 1998: Saras aufregendes Landleben (The Simple Life, 7 Folgen)
- 1998–1999: Legacy (18 Folgen)
- 2001: Walker, Texas Ranger (Folge 9x15 Gerechtigkeit für alle)
- 2001: Noch mal mit Gefühl (Once and Again, 2 Folgen)
- 2001: Family Law (Folge 3x01)
- 2002: Without a Trace – Spurlos verschwunden (Without a Trace, Folge 1x10 Mitternachtssonne)
- 2003: Cold Case – Kein Opfer ist je vergessen (Cold Case, Folge 1x02 Eine explosive Überraschung)
- 2004: The Mountain (4 Folgen)
- 2004–2005: Desperate Housewives (2 Folgen)
- 2005: Monk (Folge 4x08 Mr. Monk war auch mal klein)
- 2005: CSI: Miami (Folge 4x04 Leidensgeschichte)
- 2005–2006: The West Wing – Im Zentrum der Macht (The West Wing, 5 Folgen)
- 2005–2008: Lost (4 Folgen)
- 2006: Ghost Whisperer – Stimmen aus dem Jenseits (Ghost Whisperer, Folge 1x15 Die erste Begegnung)
- 2006: Pepper Dennis (5 Folgen)
- 2006: Navy CIS (NCIS, 2 Folgen)
- 2006–2007: Ugly Betty (3 Folgen)
- 2007: Friday Night Lights (3 Folgen)
- 2007: Burn Notice (Folge 1x08 Auf der Flucht)
- 2007: Private Practice (Folge 1x05 Addison entdeckt einen Duschkopf)
- 2008: The Mentalist (Folge 1x03 Surfin' California)
- 2009: Damages – Im Netz der Macht (Damages, 6 Folgen)
- 2009: Three Rivers Medical Center (Three Rivers, Folge 1x02)
- 2009–2012: Make It or Break It (18 Folgen)
- 2010: Justified (Folge 1x06 Die Sammlung)
- 2010: The Gates (6 Folgen)
- 2010: 90210 (Folge 3x11 Geoutet!)
- 2010: Lone Star (Folge 1x06)
- 2011: Castle (Folge 3x12 Puff, du bist tot)
- 2011–2016: Person of Interest (11 Folgen)
- 2012: Body of Proof (Folge 2x12 Trauerspiel)
- 2012: White Collar (2 Folgen)
- 2013–2015: Devious Maids – Schmutzige Geheimnisse (Devious Maids, 18 Folgen)
- 2014: Revenge (2 Folgen)
- 2014: Criminal Minds (2 Folgen)
- 2014–2015: Under the Dome (6 Folgen)
- 2015: Stalker (Folge 1x12)
- 2015: CSI: Vegas (CSI: Crime Scene Investigation, Folge 15x17 Ein Feind mit wechselwarmen Freunden)
- 2016–2017: Narcos (15 Folgen)
- 2017: Queen of the South (7 Folgen)
- 2019: True Detective (6 Folgen)
- 2019–2020: Are You Sleeping (Truth Be Told, 7 Folgen)
- 2019–2021: The Blacklist (8 Folgen)
- 2020: Big Dogs (8 Folgen)
- 2022: FBI (Folge 4x16 Personenschutz)
- 2022–2023: Winning Time: The Rise of the Lakers Dynasty (Winning Time, 15 Folgen)
- 2024: Law & Order: Special Victims Unit (Folge 26x02)
- 2025: Ransom Canyon (4 Folgen)